# Vélez de Benaudalla
 (décembre 2018).
Si vous disposez d'ouvrages ou d'articles de référence ou si vous connaissez des sites web de qualité traitant du thème abordé ici, merci de compléter l'article en donnant les références utiles à sa vérifiabilité et en les liant à la section « Notes et références ».
Vélez de Benaudalla est une commune de la province de Grenade dans la communauté autonome d'Andalousie en Espagne.

## Géographie

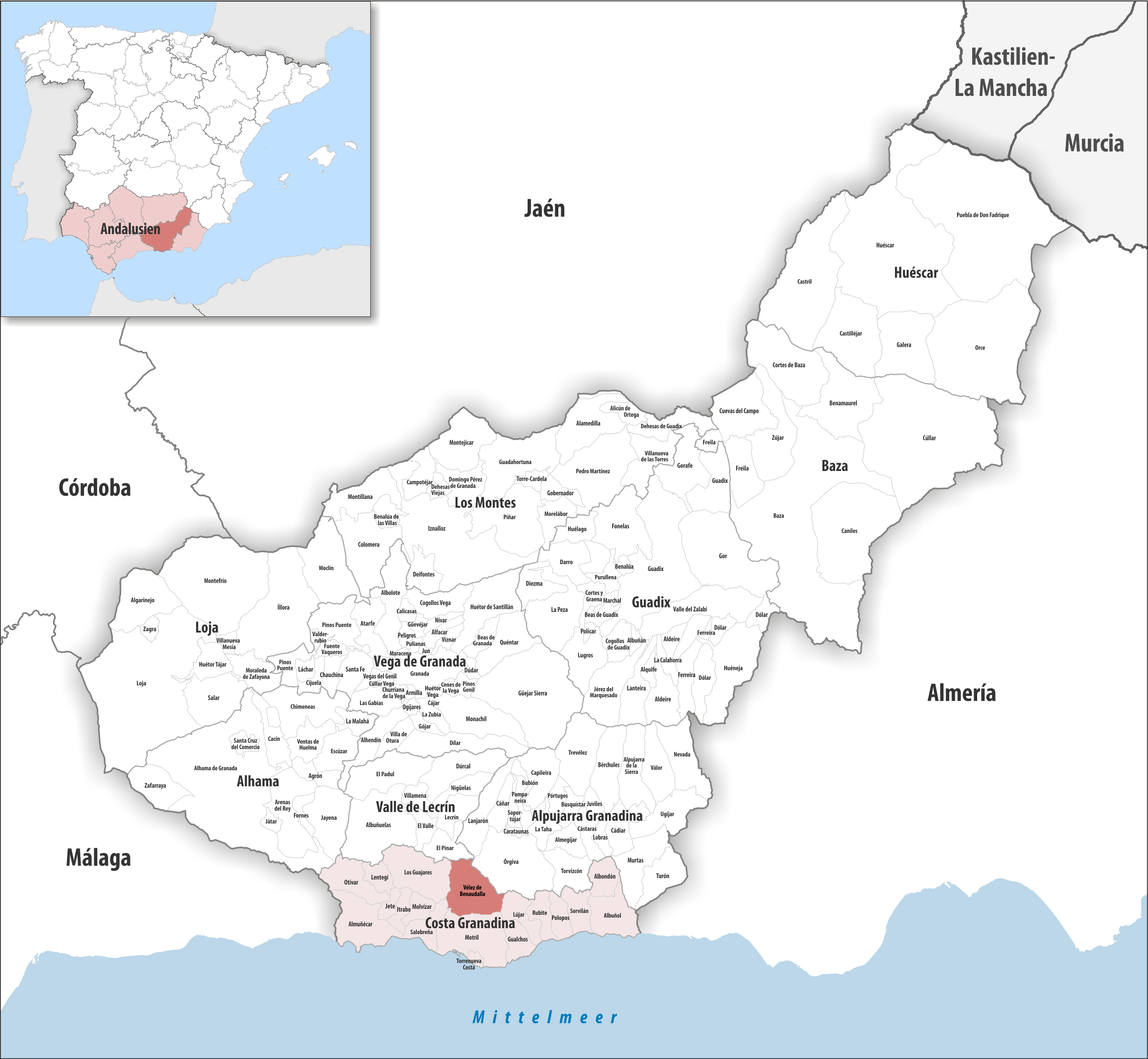
Vélez de Benaudalla dans la comarque Côte grenadine, province de Grenade / en Andalousie

### Localisation
La commune de Vélez de Benaudalla se trouve dans le sud  de l'Espagne, dans la partie est de la province de Grenade et au centre-nord de la comarque Côte grenadine (en espagnol Costa Granadina).
Vélez de Benaudalla se trouve aussi dans une région appelée Costa tropical, qui s'étend sur une quarantaine de kilomètres de Nerja à l'ouest jusqu'à Motril à l'est, encadrée par la Costa de Almería (es) à l'ouest et la Costa del Sol à l'est.[réf. nécessaire]
Motril est à 13 km sud ;
Grenade à 51 km nord ;
Madrid à 468 km nord ;
Gibraltar à 236 km ouest-sud-ouest (distances par route).

### Communes voisines
Vélez jouxte Lanjarón au nord-est seulement par un quadripoint.

### Hydrographie
Le fleuve Guadalfeo alimente le réservoir de Rules (es), dont une petite partie – y compris le barrage du réservoir – est incluse sur la commune au nord-est ; ce réservoir est partagé entre Lanjarón, Orgiva, Vélez de Benaudalla et El Pinar.
Il traverse ensuite la commune dans le sens nord-est / sud-ouest, puis marque la limite de commune avec Salobreña à l'ouest.
Environ 650 m au sud-ouest de Vélez se trouve un petit barrage dit azud de Vélez, à côté de la route N-323 ; l'eau retenue forme une petite zone humide fluviale,.

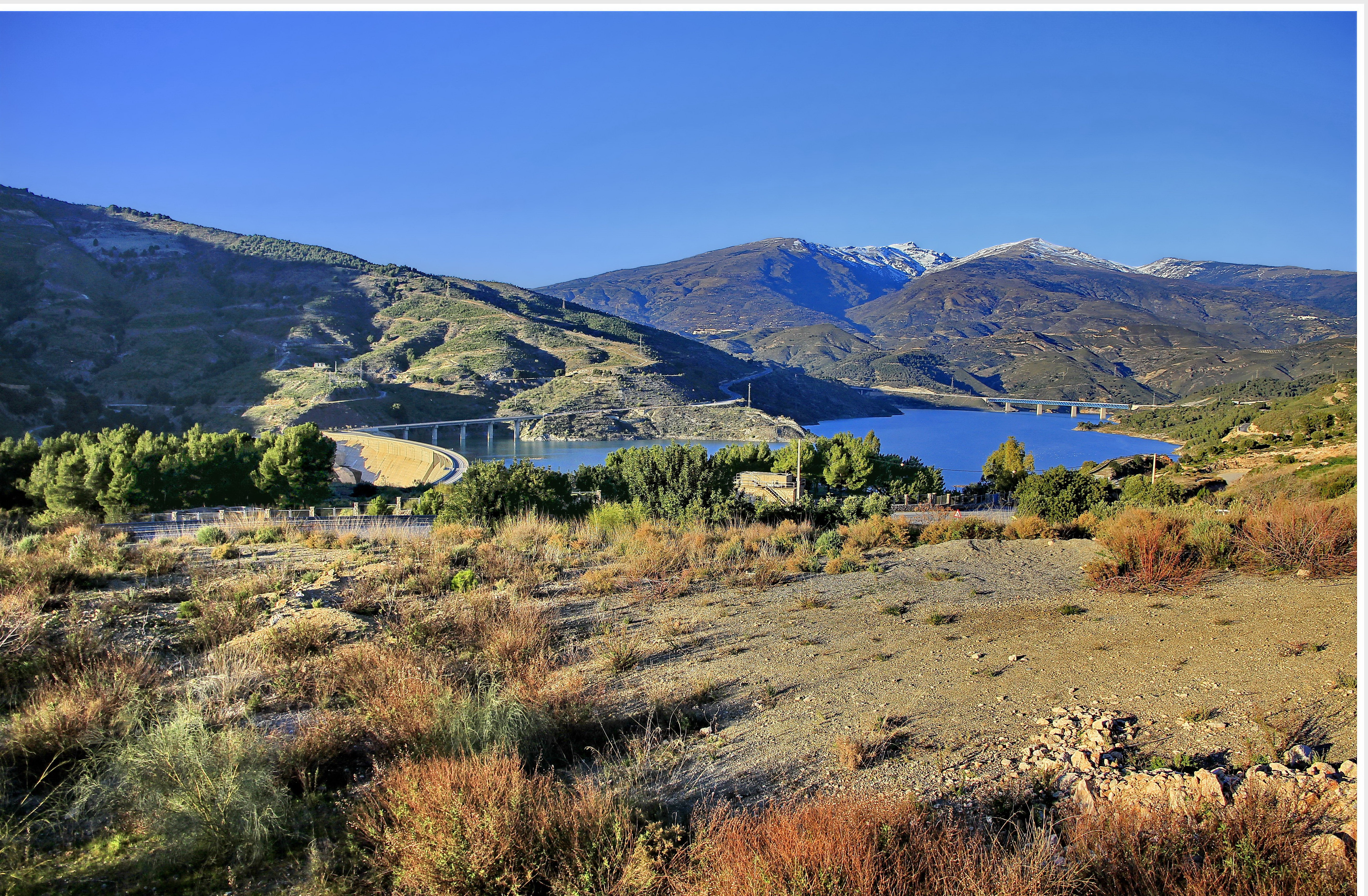
Le réservoir de Rules sur le Guadalfeo en amont de Vélez de Benaudalla. A gauche le barrage ; juste à sa droite le pont de la N-323 (sur Vélez de Benaudalla) ; au fond à droite, le pont de la A-44 sur Lanjarón (gauche) et Órgiva (droite). En toile de fond, la sierra Nevada.

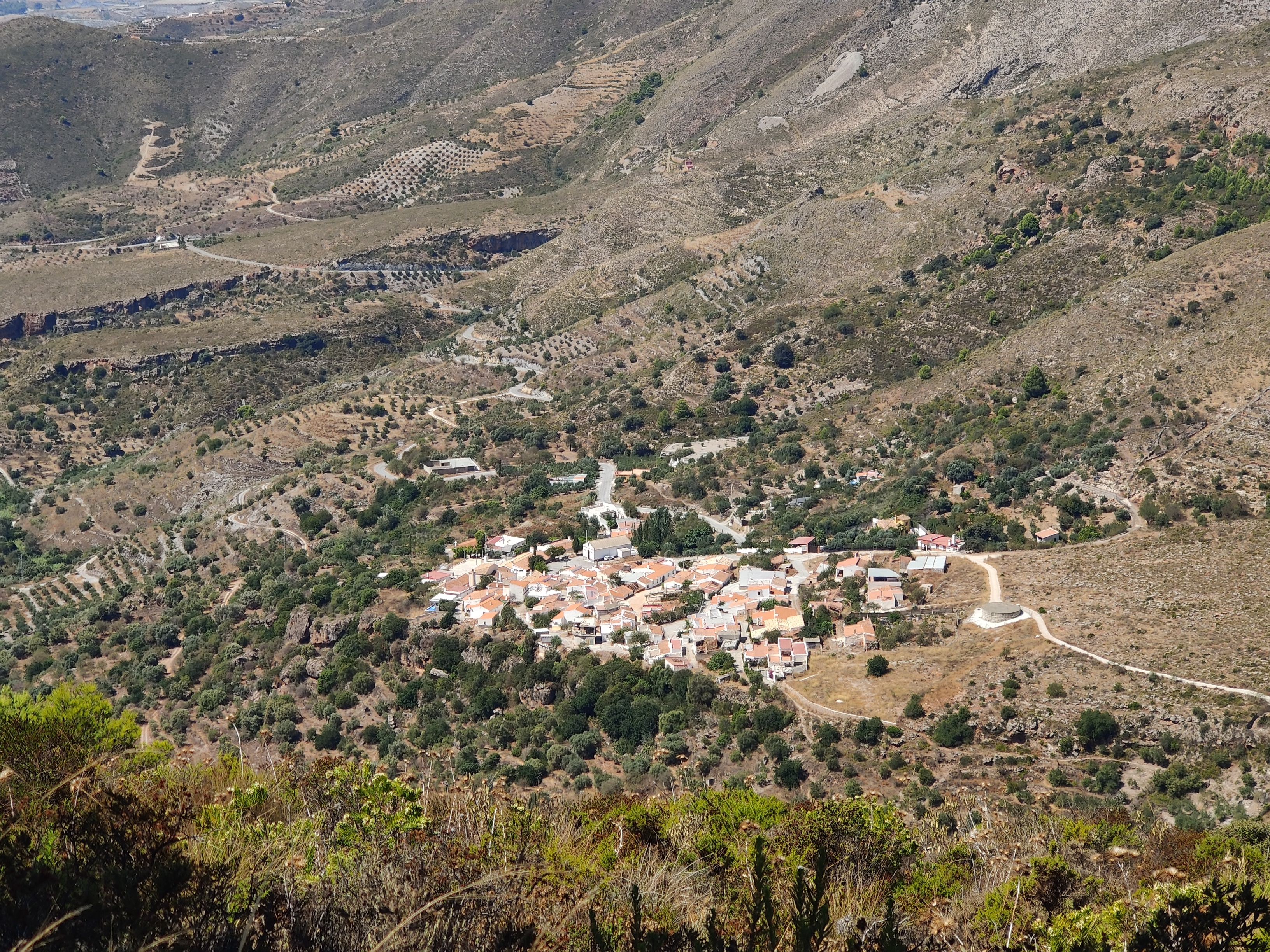
Lagos

### Généralités
La commune est divisée en deux parties contrastées : son côté ouest se trouve dans la vallée du Guadalfeo et son côté est se trouve dans la sierra de Lújar (es). La ville elle-même est en rive gauche (côté est) du fleuve, à environ 200 m d'altitude. Dans la pointe sud-est de la commune se trouve le petit village de Lagos, au bout d'ue route en cul-de-sac dans la sierra de Lújar.
En face, côté ouest, se trouve la sierra de Los Guajares (es) sur la commune du même nom et les communes alentour plus à l'ouest.

La Sierra Nevada, avec le Mulhacén (3 478 m) et le Veleta (3 396 m) qui sont deux des points culminants de la péninsule ibérique, commence au nord du réservoir de Rules et s'étend vers l'est et le nord-est.
La ville s'étend sur 79,1 km2 et compte 2 980 habitants depuis le dernier recensement en 2018 de la population. La densité de population est de 37,7 habitants/km2.[réf. nécessaire]

## Climat
Le climat de Vélez de Benaudalla est classé comme semi-aride (code BSk selon classification Köppen-Geiger), avec des températures moyennes annuelles de 17,3 °C et des précipitations moyennes annuelles de 338 mm.[réf. nécessaire]
Vélez de Benaudalla jouit de plus de 320 jours de soleil par an.[réf. nécessaire]

## Histoire

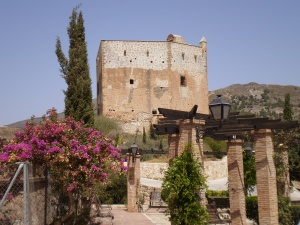
Château arabe

Vélez de Benaudalla est citée dans les sources arabes à l'occasion de la révolte maladi du IXe siècle, connue comme la Bataille de Vélez. A cette époque, elle faisait partie d'un ample réseau territorial qui intégrait Salobreña et son district, dans un sous–ensemble où, avec Vélez, se trouvaient les fermes de la vallée voisine de la rivière de la Toba. Une de ces fermes, aujourd'hui connue comme cortijo de Bernadilla, a livré des vestiges d'enterrements datant de cette période.[source insuffisante]
En 1494 la localité, avec la ferme de Guájar Fondón, fut concédée en seigneurie à don Juan de Ulloa, fils du maire d'Almuñécar Rodrigo de Ulloa, et fut repeuplée après l'expulsion des mauresques au XVIe siècle. Dernièrement, la localité s'est spécialisée dans la production des produits tropicaux et des fleurs.[source insuffisante]

## Démographie
| 1991  | 1996  | 2001  | 2004  | 2007  | 2008  | 2011  | 2013  | 2014  |
| ----- | ----- | ----- | ----- | ----- | ----- | ----- | ----- | ----- |
| 2 478 | 2 688 | 2 580 | 2 575 | 2 892 | 2 980 | 2 947 | 2 890 | 2 876 |

| 2016  | 2018  | - | - | - | - | - | - | - |
| ----- | ----- | - | - | - | - | - | - | - |
| 2 875 | 2 980 | - | - | - | - | - | - | - |

## Culture
Les fêtes de moros y cristianos (maures et chrétiens) célébrées par les habitants sont parmi celles de plus forte tradition de la province.[réf. nécessaire]

## Lieux et monuments

### Dans la ville
Vélez de Benaudalla a les restes de la mosquée au centre urbain ; une forteresse bien conservée construite sous les Rois Catholiques après leur entrée au village ; l'église paroissiale de Nuestra Señora del Rosario.
Jardin Nazari
Le jardin Nazarí est un jardin historique classé comme bien d'intérêt culturel d'Andalousie. Il est aussi appelé le jardin des sens (Jardín de los Sentidos). Son élément dominant est l'eau qui est partout, en fontaines, petits canaux, bassins… Il inclut une maison développée en trois corps autour d'une cour centrale en terrasse, et un grand jardin en trois unités. Il a aussi un jardin vertical avec des grottes et de belles dentelles en travertin sculpté. 

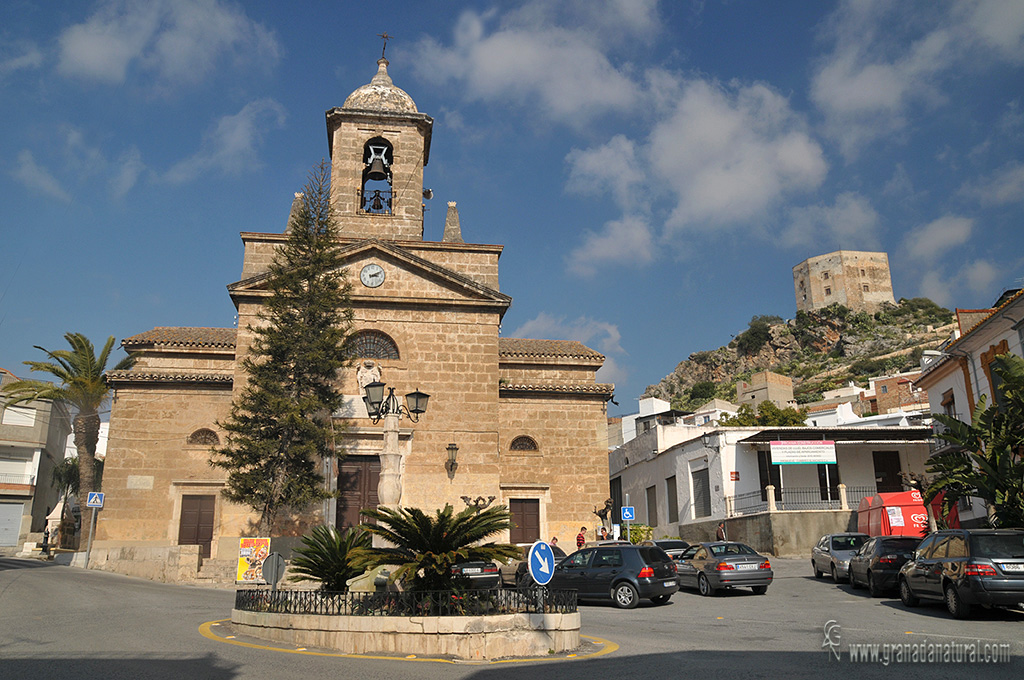
Église Nuestra Señora del Rosario
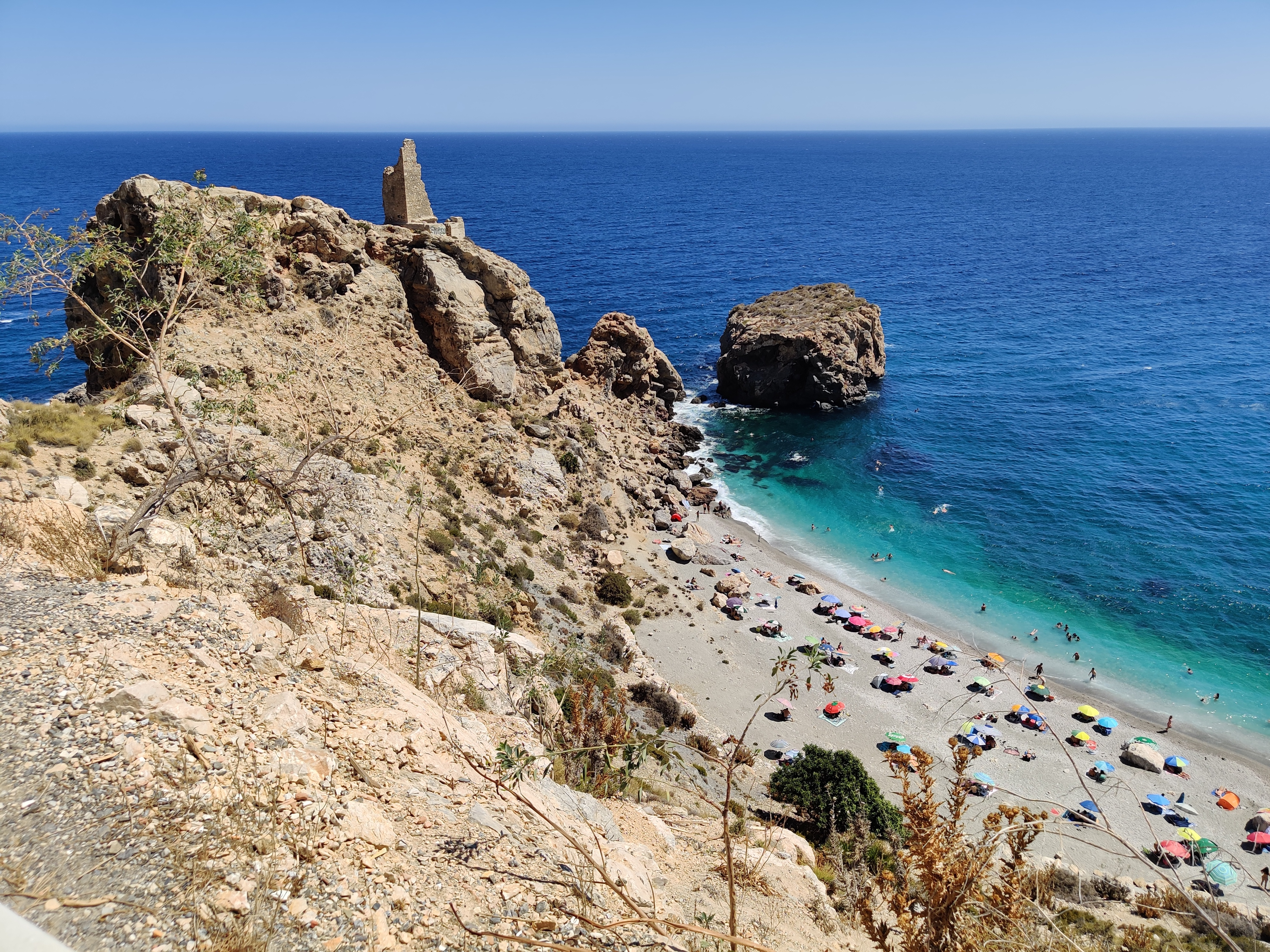
Tour de la Rijana

### Sur la commune

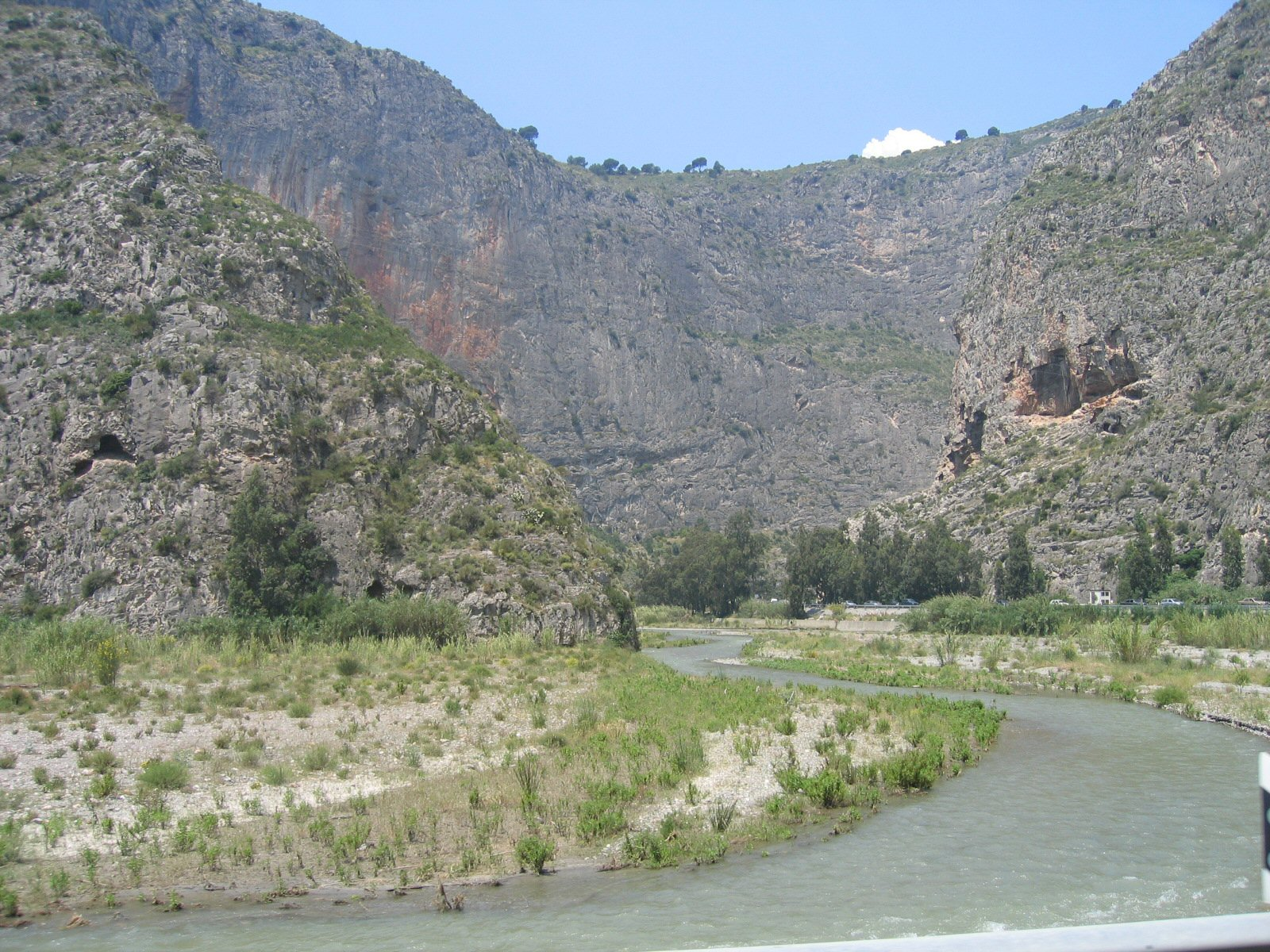
La sortie du Tajo de los Vados, au sud : vue vers le nord sur Salobreña (côté ouest, à gauche), et Motril et Vélez de Benaudalla (côté est, à droite). La route N-323 est sur la droite.

Tajo de los Vados, un défilé sur le Guadalfeo
A peine 3 km en aval du barrage de l'azud de Vélez (voir "Hydrographie" plus haut) commence le Tajo de los Vados, aussi connu comme Garganta del Dragón ou Garganta de Escalate. C'est une gorge d'un peu plus de 2 km de longueur, creusée par le Guadalfeo et qui atteint par endroits 100 m voire 200 m de profondeur – il y a une via ferrata qui atteint un dénivelé de 250 m (environ 270 m sur le lit du fleuve).
C'est un endroit favori pour les spéléologues, avec le Sima Redonda (76 m de profondeur) et la grotte du Barranco de Iñate (parcours de 1,5 km). 30 cavités ont été identifiées dans la zone de Los Vados par des prospections en surface.
Le côté ouest du cañyon (rive droite) est sur la commune de Salobreña, où il commence juste après la confluence de la Toba (es) ; ses cavités sont à développement horizontal. Le côté est (rive gauche) est sur Vélez ; la plupart de ses cavités se trouvent vers la fin du défilé au sud, et la plupart sont verticales et nécessitent du matériel de spéléologie adéquat - et des connaissances adéquates elles aussi.
Ce cañyon abrite une flore particulière ; on y trouve par exemple le buis des Baléares, plante classée en Espagne comme menacée de disparition.
Plage fluviale
Au nord-ouest de Vélez - mais en rive droite du Guadalfeo, ce qui impose un long détour en voiture.